# Top (berg)

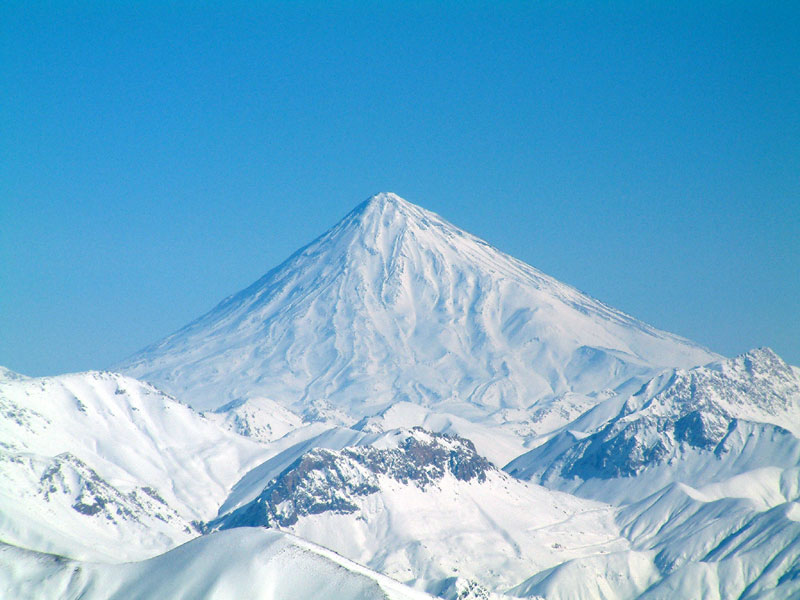
De top van de Damavand.

Een top is het hoogste punt van een berg. De Mount Everest is de hoogste bergtop van de wereld met een hoogte van 8848 meter. De K2 is met 8611 m de op een na hoogste berg, maar staat bekend als de moeilijkst te beklimmen berg ter wereld.